# Molagavita (ort)
Molagavita är en ort i Colombia.   Den ligger i departementet Santander, i den centrala delen av landet, 270 km nordost om huvudstaden Bogotá. Molagavita ligger 2 173 meter över havet och antalet invånare är 1 205.
Terrängen runt Molagavita är huvudsakligen bergig, men den allra närmaste omgivningen är kuperad. Runt Molagavita är det ganska tätbefolkat, med 58 invånare per kvadratkilometer. Närmaste större samhälle är Málaga, 8,9 km öster om Molagavita. Omgivningarna runt Molagavita är en mosaik av jordbruksmark och naturlig växtlighet.